# Haikyu!! La Batalla del Basurero
Haikyū!! The Dumpster Battle (劇場版ハイキュー!! ゴミ捨て場の決戦 Gekijōban Haikyu!! Gomi Suteba no Kessen?) (conocida en Latinoamérica y en España como Haikyu!! La Batalla del Basurero) es una película de anime japonesa de deportes de 2024 producida por Production I.G, basada en la serie de manga Haikyū!! por Haruichi Furudate. Es una secuela directa de la serie de televisión de anime, así como su primera adaptación cinematográfica.
La película fue dirigida y escrita por Susumu Mitsunaka. La película cuenta con los talentos de Ayumu Murase, Kaito Ishikawa, Yuki Kaji, Yūichi Nakamura, entre otros.
Haikyū!!  The Dumpster Battle fue lanzado por Tōhō en Japón el 16 de febrero de 2024.
La película fue un éxito comercial, recaudó más de ¥10 mil millones y la convirtió en la segunda película más taquillera de 2024 en Japón hasta el momento. Debutó al principio en la taquilla japonesa, ganando ¥2,23 mil millones en su primer fin de semana, y recaudó más de ¥10 mil millones en 75 días.

## Sinopsis
Shoyo Hinata se une al equipo de voleibol de la escuela secundaria Karasuno para emular a su ídolo, pero tendrá que compartir equipo con Tobio Kageyama, su terrible rival, pero junto a él y su equipo, se enfrentan contra su equipo rival de Tokyo.

## Reparto
| Personaje                                        | Seiyū                | Actor de doblaje  |
| ------------------------------------------------ | -------------------- | ----------------- |
| Shoyo Hinata (日向 翔陽 Hinata Shōyō?)           | Ayumu Murase         | Alberto Bernal    |
| Tobio Kageyama (影山 飛雄 Kageyama Tobio?)       | Kaito Ishikawa       | Brandon Santini   |
| Kenma Kozume (孤爪 研磨 Kozume Kenma?)           | Yuki Kaji            | Javier Olguín     |
| Tetsurō Kuroo (黒尾 鉄朗 Kuroo Tetsurō?)         | Yuichi Nakamura      | Alan Bravo        |
| Daichi Sawamura (澤村 大地 Sawamura Daichi?)     | Satoshi Hino         | Sergio Morel      |
| Kōshi Sugawara (菅原 孝支 Sugawara Kōshi?)       | Miyu Irino           | David Bueno       |
| Asahi Azumane (東峰 旭 Azumane Asahi?)           | Yoshimasa Hosoya     | Dave Ramos        |
| Ryūnosuke Tanaka (田中 龍之介 Tanaka Ryūnosuke?) | Yū Hayashi           | Miguel de León    |
| Yū Nishinoya (西谷 夕 Nishinoya Yū?)             | Nobuhiko Okamoto     | Diego Becerril    |
| Kei Tsukishima (月島 蛍 Tsukishima Kei?)         | Koki Uchiyama        | Eduardo Garza     |
| Tadashi Yamaguchi (山口 忠 Yamaguchi Tadashi?)   | Soma Saito           | Alex Villamar     |
| Morisuke Yaku (夜久 衛輔 Yaku Morisuke?)         | Shinnosuke Tachibana | Elliot Leguizamo  |
| Lev Haiba (灰羽 リエーフ Haiba Riēfu?)           | Mark Ishii           | Carlo Vázquez     |
| Taketora Yamamoto (山本 猛虎 Yamamoto Taketora?) | Seigo Yokota         | Alberto Checchi   |
| Nobuyuki Kai (海 信行 Kai Nobuyuki?)             | Takanori Hoshino     | Gerson Torrez     |
| Shōhei Fukunaga (福永 招平 Fukunaga Shōhei?)     | Ryūichi Sawada       | Luis Koellar      |
| Sō Inuoka (犬岡 走 Inuoka Sō?)                   | Kyōsuke Ikeda        | Emmanuel Bernal   |
| Yūki Shibayama (芝山 優生 Shibayama Yūki?)       | Takumi Watanabe      | Miguel Ángel Ruiz |
| Ittetsu Takeda (武田 一鉄 Takeda Ittetsu?)       | Hiroshi Kamiya       | Mike Leal         |
| Keishin Ukai (烏養 繫心 Ukai Keishin?)           | Hisao Egawa          | Mike Leal         |
| Ikkei Ukai (烏養 一繋 Ukai Ikkei?)               | Hiroshi Naka         | José L. Orozco    |
| Yasufumi Nekomata (猫又 育史 Nekomata Yasufumi?) | Nobuaki Fukuda       | Armando Coria     |
| Manabu Naoi (直井 学 Naoi Manabu?)               | Kanehira Yamamoto    | Manuel David      |

## Lanzamiento
La película fue estrenada por Medialink en Hong Kong y Macao el 11 de abril, Taiwán el 12 de abril, Singapur y Filipinas el 15 de mayo, Malasia el 16 de mayo, Indonesia el 29 de mayo y Tailandia, Indonesia, Vietnam y la India en el futuro.
En abril de 2024, Crunchyroll anunció que había adquirido los derechos teatrales norteamericanos e internacionales selectos de la película.